# أر أي في بي
إدارة العقارات في مدينة باريس (المعروف أيضًا باسم RIVP ) هي وكالة إسكان عامة تأسست عام 1923 لبناء مساكن منخفضة التكلفة وبأسعار معقولة في باريس ، فرنسا . والغرض منه هو إدارة وبناء وإعادة تأهيل الإسكان الاجتماعي ومساكن الطلاب وحاضنات الأعمال في الآونة الأخيرة. إنها شركة شبه عامة ومساهمها الرئيسي هو مدينة باريس.
أهداف الشركة هي كما يلي:
- لضمان البناء ، وصيانة وإدارة برامج تأجير العقارات ، وخاصة في مجال الإسكان الاجتماعي لمدينة باريس .
- لضمان تحقيق المرافق العامة من حيث إدارة المشروع.
- لتنفيذ أعمال الصيانة وتحسين التراث.
- دعم تطوير الشركات الناشئة من خلال الحاضنات.

أصبحت مدينة باريس أكبر مساهم بها في عام 2007. ترأسها بيير كاستانيو من 2006 إلى 2009. خلفه بيير أيدنباوم حتى عام 2014. يرأسها حاليًا فريديريك كالاندرا الذي تم انتخابه في 30 مايو 2014.